# Jurinella
Este artículo trata sobre un género botánico. El género de moscas tachinidas es Jurinella (insecto).
Jurinella es un género de plantas con flores perteneciente a la familia de las asteráceas. Comprende 10 especies descritas y de estas 5 son sinónimos y otras 5 están pendientes de ser aceptadas.

## Taxonomía
El género fue descrito por Jaub. & Spach y publicado en Illustrationes Plantarum Orientalium 2: [101–103]. 1846.

## Especies
A continuación se brinda un listado de las especies del género Jurinella pendientes de ser aceptadas en junio de 2014, ordenadas alfabéticamente. Para cada una se indica el nombre binomial seguido del autor, abreviado según las convenciones y usos.
- Jurinella absinthifolia Jaub. & Spach
- Jurinella aucheri Jaub. & Spach
- Jurinella chamaecynara Jaub. & Spach
- Jurinella frigida (Boiss.) Wagenitz
- Jurinella macrocephala (Royle) Aswal & Goel